# Coropceni, Iași
Coropceni este un sat în comuna Ciortești din județul Iași, Moldova, România.